# Camera nuziale Borgherini

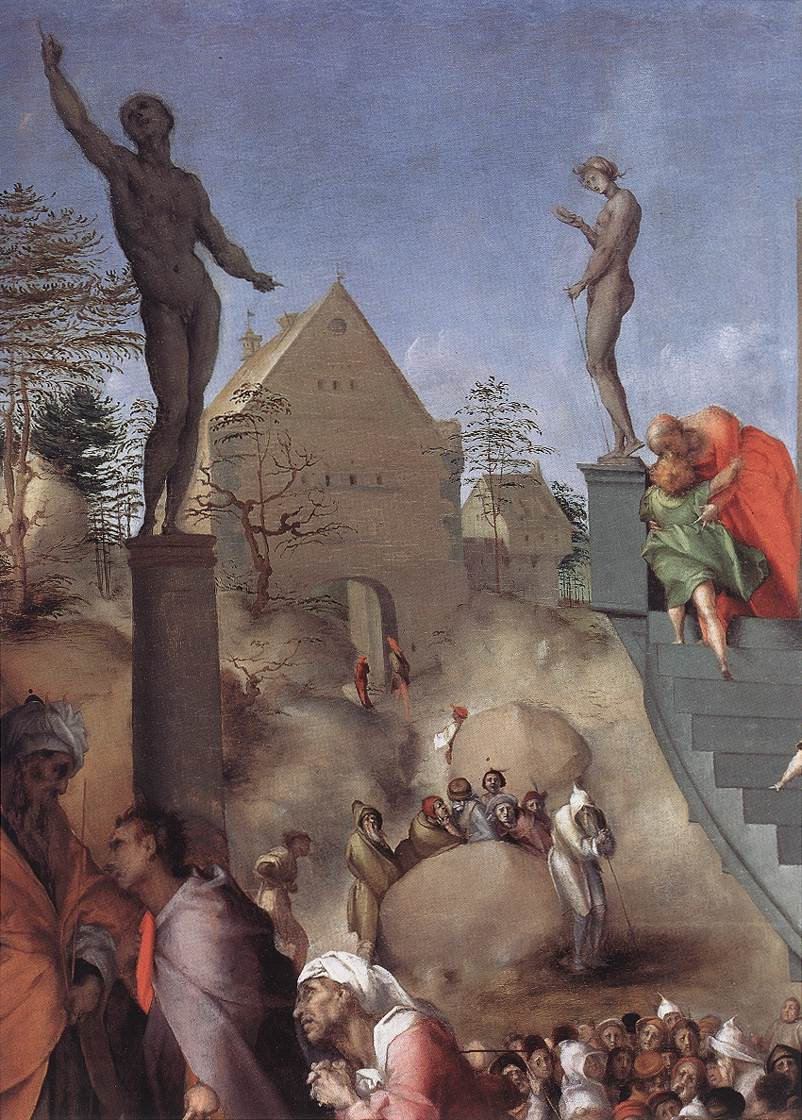
Pontormo, Giuseppe in Egitto, dettaglio

La Camera nuziale Borgherini è un ciclo di pitture un tempo presenti in palazzo Borgherini a Firenze.

## Storia
Salvi Borgherini, dal 1515 al 1520 circa, aveva commissionato a un gruppo di giovani pittori la decorazione della camera nuziale per suo figlio Pierfrancesco in occasione delle nozze con Margherita Acciaiuoli, avvenute nel 1515. Vari pannelli decoravano la testata del letto, i cassoni e le spalliere con Storie di Giuseppe ebreo, ed erano opera di Pontormo, Andrea del Sarto, Francesco Granacci e il Bacchiacca.
I primi a lavorarci furono il Pontormo e il Granacci, seguiti da Andrea del Sarto e, probabilmente, dal Bacchiacca.
Il risultato era così straordinario che nel 1529 la Signoria voleva farne dono a Francesco I di Francia. Si conosce la risposta che Margherita Acciaiuoli inviò seccatissima all'incaricato, Giovanni Battista Della Palla: «vilissimo rigattiere, mercantuzzo da quattro denari, questo letto che tu vai cercando [...] è il letto delle mie nozze per onor delle quali Salvi mio suocero fece tutto questo magnifico apparato...». Egli infatti, dopo l'assedio di Firenze, approfittando dell'esilio del Borgherini a Lucca, aveva provato a farle scassare dal mobilio, ma desistette.
Gli eredi della coppia però non ressero molto alle richieste e alle lusinghe; fu così che nel 1584 Francesco I de' Medici ottenne le tavole di Andrea del Sarto e di Granacci, che sono agli Uffizi e alla Galleria Palatina, mentre le altre andarono disperse tra collezioni fiorentine e romane e si trovano oggi divise tra la National Gallery di Londra e la Galleria Borghese di Roma.

## Descrizione
La camera era stata disegnata da Baccio d'Agnolo ed era probabilmente un complesso di architettura lignea che comprendeva vario mobilio, rallegrato dai pannelli dipinti, tutti a olio su tavola. Vasari elencò "spalliere, cassoni, sederi e letto di noce", tutti "pieni di putti intagliati con somma diligenza" e decorati dalle pitture.
Il tema, in generale, era quello della prefigurazione della vita di Cristo e dell'esaltazione della Divina Provvidenza, nonché delle virtù cristiane.
Elenco dei pannelli
| Img | Autore                                  | Soggetto                                                    | Genesi          | cm         | Elemento                 | Stato       | Città   | Museo                 |
| --- | --------------------------------------- | ----------------------------------------------------------- | --------------- | ---------- | ------------------------ | ----------- | ------- | --------------------- |
|     | Andrea del Sarto                        | Storie dell'infanzia di Giuseppe                            | 37              | 98x135     | cassone a lato del letto | Italia      | Firenze | Galleria degli Uffizi |
|     | Bacchiacca                              | Giuseppe venduto dai fratelli                               | 37, 28          | 26x19      | spalliera o cassone      | Italia      | Roma    | Galleria Borghese     |
|     | Antonio di Donnino del Mazziere (attr.) | Giacobbe riceve la presunta notizia della morte di Giuseppe | 37, 32-34       | 75x170     | spalliera o cassone      | Italia      | Roma    | Galleria Borghese     |
|     | Pontormo                                | Giuseppe venduto a Putifarre                                | 39, 1           | 58x50      | cassone                  | Regno Unito | Londra  | National Gallery      |
|     | Francesco Granacci                      | Cattura di Giuseppe                                         | 39, 12-20       | 95,7x130,5 | cassapanca con braccioli | Italia      | Firenze | Galleria degli Uffizi |
|     | Pontormo                                | Supplizio del fornaio                                       | 40              | 58x50      | cassone                  | Regno Unito | Londra  | National Gallery      |
|     | Andrea del Sarto                        | Giuseppe interpreta i sogni del faraone                     | 41              | 98x135     | cassone a lato del letto | Italia      | Firenze | Galleria degli Uffizi |
|     | Pontormo                                | Giuseppe riceve richieste d'aiuto dai fratelli              | 42, 1-8 o 45, 4 | 35x142     |                          | Regno Unito | Londra  | National Gallery      |
|     | Bacchiacca                              | Arresto dei fratelli di Giuseppe                            | 42, 15-17       | 26x19      | spalliera o cassone      | Italia      | Roma    | Galleria Borghese     |
|     | Bacchiacca                              | Giuseppe riceve i fratelli                                  | 43              | 36,2x142,2 | spalliera o cassone      | Regno Unito | Londra  | National Gallery      |
|     | Bacchiacca                              | Ricerca della coppa rubata                                  | 44, 6           | 26x19      | spalliera o cassone      | Italia      | Roma    | Galleria Borghese     |
|     | Bacchiacca                              | Ritrovamento della coppa rubata nel sacco di Beniamino      | 44, 12          | 26x19      | spalliera o cassone      | Italia      | Roma    | Galleria Borghese     |
|     | Bacchiacca                              | Giuseppe perdona i fratelli                                 | 44-45           | 36,2x141,6 | spalliera o cassone      | Regno Unito | Londra  | National Gallery      |
|     | Francesco Granacci                      | Giuseppe presenta il padre e i fratelli al faraone          | 47, 7           | 95x224     | testata del letto        | Italia      | Firenze | Galleria degli Uffizi |
|     | Pontormo                                | Giuseppe in Egitto                                          | 47, 13 e 48     | 93x110     | cassone                  | Regno Unito | Londra  | National Gallery      |